# Pitstop II
Pitstop II – gra komputerowa z gatunku wyścigów na platformę Commodore 64, wydana w roku 1984 przez firmę Epyx. Jest kontynuacją gry Pitstop, wydanej w roku 1983.
8 sierpnia 2008 roku gra została wydana na konsolę Wii.

## Rozgrywka
Gracz kierując bolidem może wciąć udział w wyścigu przebiegającym na jednym z sześciu torów wyścigowych (na każdym z osobna lub w trybie mistrzostw na każdym po kolei). Do wyboru gracz ma trzy poziomy trudności: łatwy, średni i trudny. Pojazd gracza, na skutek kontaktu z oponentami doznaje uszkodzeń, które obrazowane są w postaci niewielkich, kolorowych linii na oponach. Kolory oznaczają poziom zniszczeń. Opony zużywają się podczas jazdy. Gracz może uzupełnić paliwo w alei serwisowej, gdzie przejmuje on rolę mechanika.
Rozgrywkę gracz może toczyć w pojedynkę lub z innym graczem w trybie podzielonego ekranu.